# Campionat del Món de motocròs 2005
La temporada de 2005 del Campionat del Món de motocròs fou la 49a edició d'aquest campionat, organitzat per la FIM. El calendari oficial constava de 17 Grans Premis, celebrats entre el 3 d'abril i el 17 de setembre.

## Sistema de puntuació
Barem de puntuació de 2002 ençà:
| Posició | 1  | 2  | 3  | 4  | 5  | 6  | 7  | 8  | 9  | 10 | 11 | 12 | 13 | 14 | 15 | 16 | 17 | 18 | 19 | 20 |
| Punts   | 25 | 22 | 20 | 18 | 16 | 15 | 14 | 13 | 12 | 11 | 10 | 9  | 8  | 7  | 6  | 5  | 4  | 3  | 2  | 1  |

## Grans Premis

### MX1 i MX2
| Ronda | Data           | Gran Premi                       | Lloc                 | Classe | 1a mànega          | 2a mànega          | Guanyador          |
| ----- | -------------- | -------------------------------- | -------------------- | ------ | ------------------ | ------------------ | ------------------ |
| 1     | 3 d'abril      | Gran Premi de Flandes            | Zolder               | MX1    | Stefan Everts      | Joël Smets         | Stefan Everts      |
| 1     | 3 d'abril      | Gran Premi de Flandes            | Zolder               | MX2    | Tyla Rattray       | Tyla Rattray       | Tyla Rattray       |
| 2     | 17 d'abril     | Gran Premi d'Espanya             | Bellpuig             | MX1    | Mickaël Pichon     | Joël Smets         | Ben Townley        |
| 2     | 17 d'abril     | Gran Premi d'Espanya             | Bellpuig             | MX2    | Antonio Cairoli    | Billy Mackenzie    | Alessio Chiodi     |
| 3     | 24 d'abril     | Gran Premi de Portugal           | Águeda               | MX1    | Stefan Everts      | Mickaël Pichon     | Stefan Everts      |
| 3     | 24 d'abril     | Gran Premi de Portugal           | Águeda               | MX2    | Antonio Cairoli    | Antonio Cairoli    | Antonio Cairoli    |
| 4     | 8 de maig      | Gran Premi de Bèlgica            | Namur                | MX1    | Brian Jorgensen    | Stefan Everts      | Stefan Everts      |
| 4     | 8 de maig      | Gran Premi de Bèlgica            | Namur                | MX2    | Antonio Cairoli    | Stephen Sword      | Andrew McFarlane   |
| 5     | 15 de maig     | Gran Premi d'Europa              | Teutschenthal        | MX1    | Mickaël Pichon     | Mickaël Pichon     | Mickaël Pichon     |
| 5     | 15 de maig     | Gran Premi d'Europa              | Teutschenthal        | MX2    | Andrew McFarlane   | Davide Guarneri    | Andrew McFarlane   |
| 6     | 29 de maig     | Gran Premi del Japó              | Sugo                 | MX1    | Mickaël Pichon     | Stefan Everts      | Stefan Everts      |
| 6     | 29 de maig     | Gran Premi del Japó              | Sugo                 | MX2    | Antonio Cairoli    | Billy Mackenzie    | Billy Mackenzie    |
| 7     | 6 de juny      | Gran Premi de Gran Bretanya      | Matchams Park        | MX1    | Stefan Everts      | Stefan Everts      | Stefan Everts      |
| 7     | 6 de juny      | Gran Premi de Gran Bretanya      | Matchams Park        | MX2    | Carl Nunn          | Andrew McFarlane   | Andrew McFarlane   |
| 8     | 12 de juny     | Gran Premi d'Itàlia              | Castiglione del Lago | MX1    | Ben Townley        | Ben Townley        | Ben Townley        |
| 8     | 12 de juny     | Gran Premi d'Itàlia              | Castiglione del Lago | MX2    | Antonio Cairoli    | Stephen Sword      | Antonio Cairoli    |
| 9     | 26 de juny     | Gran Premi de França             | Saint-Jean-d'Angély  | MX1    | Ben Townley        | Ben Townley        | Ben Townley        |
| 9     | 26 de juny     | Gran Premi de França             | Saint-Jean-d'Angély  | MX2    | David Philippaerts | Anthony Boissière  | David Philippaerts |
| 10    | 3 de juliol    | Gran Premi de Suècia             | Uddevalla            | MX1    | Joshua Coppins     | Joshua Coppins     | Joshua Coppins     |
| 10    | 3 de juliol    | Gran Premi de Suècia             | Uddevalla            | MX2    | Antonio Cairoli    | Antonio Cairoli    | Antonio Cairoli    |
| 11    | 17 de juliol   | Gran Premi de Sud-àfrica         | Sun City             | MX1    | Joshua Coppins     | Joshua Coppins     | Joshua Coppins     |
| 11    | 17 de juliol   | Gran Premi de Sud-àfrica         | Sun City             | MX2    | Anthony Boissière  | David Philippaerts | David Philippaerts |
| 12    | 31 de juliol   | Gran Premi de Valònia            | Nismes               | MX1    | Mickaël Pichon     | Stefan Everts      | Mickaël Pichon     |
| 12    | 31 de juliol   | Gran Premi de Valònia            | Nismes               | MX2    | Antonio Cairoli    | Antonio Cairoli    | Antonio Cairoli    |
| 13    | 7 d'agost      | Gran Premi de la República Txeca | Loket                | MX1    | Stefan Everts      | Kevin Strijbos     | Kevin Strijbos     |
| 13    | 7 d'agost      | Gran Premi de la República Txeca | Loket                | MX2    | Antonio Cairoli    | Christophe Pourcel | Antonio Cairoli    |
| 14    | 21 d'agost     | Gran Premi d'Alemanya            | Gaildorf             | MX1    | Stefan Everts      | Stefan Everts      | Stefan Everts      |
| 14    | 21 d'agost     | Gran Premi d'Alemanya            | Gaildorf             | MX2    | Antonio Cairoli    | Antonio Cairoli    | Antonio Cairoli    |
| 15    | 28 d'agost     | Gran Premi de Gran Bretanya      | Arreton              | MX1    | Steve Ramon        | Ben Townley        | Ben Townley        |
| 15    | 28 d'agost     | Gran Premi de Gran Bretanya      | Arreton              | MX2    | Billy Mackenzie    | David Philippaerts | Tyla Rattray       |
| 16    | 4 de setembre  | Gran Premi dels Països Baixos    | Lierop               | MX1    | Stefan Everts      | Stefan Everts      | Stefan Everts      |
| 16    | 4 de setembre  | Gran Premi dels Països Baixos    | Lierop               | MX2    | Marc De Reuver     | Tyla Rattray       | Tyla Rattray       |
| 17    | 17 de setembre | Gran Premi d'Irlanda             | Desertmartin         | MX1    | Stefan Everts      | Stefan Everts      | Stefan Everts      |
| 17    | 17 de setembre | Gran Premi d'Irlanda             | Desertmartin         | MX2    | Marc De Reuver     | Tyla Rattray       | Tyla Rattray       |

### MX3
| Ronda | Data           | Gran Premi                    | Lloc                 | 1a mànega        | 2a mànega        | Guanyador        |
| ----- | -------------- | ----------------------------- | -------------------- | ---------------- | ---------------- | ---------------- |
| 1     | 3 d'abril      | Gran Premi de França          | Castèlnòu de Lèvis   | Marco Dorsch     | Julien Vanni     | Julien Vanni     |
| 2     | 24 d'abril     | Gran Premi d'Itàlia           | Asti                 | Michael Stauffer | Avo Leok         | Avo Leok         |
| 3     | 5 de maig      | Gran Premi dels Països Baixos | Rhenen               | Sven Breugelmans | Sven Breugelmans | Sven Breugelmans |
| 4     | 22 de maig     | Gran Premi de Letònia         | Kegums               | Sven Breugelmans | Sven Breugelmans | Sven Breugelmans |
| 5     | 12 de juny     | Gran Premi de Croàcia         | Mladina              | Yves Demaria     | Yves Demaria     | Yves Demaria     |
| 6     | 19 de juny     | Gran Premi d'Eslovènia        | Orehova vas          | Yves Demaria     | Sven Breugelmans | Sven Breugelmans |
| 7     | 3 de juliol    | Gran Premi dels Països Baixos | Markelo              | Sven Breugelmans | Yves Demaria     | Sven Breugelmans |
| 8     | 10 de juliol   | Gran Premi de Bèlgica         | Lommel               | Bas Verhoeven    | Sven Breugelmans | Bas Verhoeven    |
| 9     | 21 d'agost     | Gran Premi de Suïssa          | Roggenburg           | Martin Zerava    | Yves Demaria     | Martin Zerava    |
| 10    | 4 de setembre  | Gran Premi d'Àustria          | Schwanenstadt        | Yves Demaria     | Yves Demaria     | Yves Demaria     |
| 11    | 11 de setembre | Gran Premi d'Itàlia           | Castiglione del Lago | Yves Demaria     | Yves Demaria     | Yves Demaria     |
| 12    | 18 de setembre | Gran Premi de Bulgària        | Sevlievo             | Yves Demaria     | Yves Demaria     | Yves Demaria     |

## MX1

### Classificació final
| Posició | Pilot             | Motocicleta | Punts |
| ------- | ----------------- | ----------- | ----- |
| 1       | Stefan Everts     | Yamaha      | 721   |
| 2       | Joshua Coppins    | Honda       | 652   |
| 3       | Ben Townley       | KTM         | 589   |
| 4       | Steve Ramon       | KTM         | 500   |
| 5       | Mickaël Pichon    | Honda       | 476   |
| 6       | Joël Smets        | Suzuki      | 385   |
| 7       | Jonathan Barragán | KTM         | 312   |
| 8       | Pascal Leuret     | Honda       | 306   |
| 9       | Ken De Dijcker    | Honda       | 303   |
| 10      | James Noble       | Honda       | 302   |

## MX2[1]

### Classificació final
| Posició | Pilot              | Motocicleta | Punts |
| ------- | ------------------ | ----------- | ----- |
| 1       | Antonio Cairoli    | Yamaha      | 567   |
| 2       | Andrew McFarlane   | Yamaha      | 518   |
| 3       | Alessio Chiodi     | Yamaha      | 504   |
| 4       | David Philippaerts | KTM         | 468   |
| 5       | Christophe Pourcel | Kawasaki    | 372   |
| 6       | Billy Mackenzie    | Yamaha      | 356   |
| 7       | Cédric Melotte     | Yamaha      | 352   |
| 8       | Carl Nunn          | KTM         | 343   |
| 9       | Stephen Sword      | Kawasaki    | 310   |
| 10      | Rui Gonçalves      | Yamaha      | 301   |

## MX3

### Classificació final
| Posició | Pilot             | Motocicleta | Punts |
| ------- | ----------------- | ----------- | ----- |
| 1       | Sven Breugelmans  | KTM         | 414   |
| 2       | Yves Demaria      | KTM         | 398   |
| 3       | Julien Bill       | KTM         | 398   |
| 4       | Aigars Bobkovs    | Yamaha      | 279   |
| 5       | Enrico Oddenino   | Suzuki      | 229   |
| 6       | Martin Zerava     | Yamaha      | 219   |
| 7       | Michael Staufer   | KTM         | 182   |
| 8       | Saso Kragelj      | Yamaha      | 164   |
| 9       | Bas Verhoeven     | Honda       | 148   |
| 10      | Felice Compagnone | Yamaha      | 145   |

## Resum: Podi final 2005
|           | MX1           | MX1    | MX2              | MX2    | MX3              | MX3 |
| Campió    | Stefan Everts | Yamaha | Antonio Cairoli  | Yamaha | Sven Breugelmans | KTM |
| Subcampió | Josh Coppins  | Honda  | Andrew McFarlane | Yamaha | Yves Demaria     | KTM |
| Tercer    | Ben Townley   | KTM    | Alessio Chiodi   | Yamaha | Julien Bill      | KTM |